# Luis Hernando Mena
Luis Hernando Mena Sepúlveda (Turbo, Antioquia, Colombia; 20 de mayo de 1994) es un futbolista colombiano. Juega como lateral o mediocampista y actualmente milita en el Estudiantes de Mérida de la Primera División de Venezuela.

## Trayectoria
Descubierto por Jhon Jaime "la flecha" Gómez, debutó el 14 de marzo de 2009 con el Boyacá Chicó en el Estadio Olímpico Pascual Guerrero frente al América de Cali, entrando al partido al minuto 65 por Yedinson Palacios, está entre los más jóvenes futbolistas colombianos en debutar en primera división, llegando a disputar su primer partido profesional a los 13 años. Estuvo en el Boyacá Chicó durante siete años consecutivos, disputando 146 partidos y anotando 6 goles. Posteriormente pasó al Barranquilla Fútbol Club en el primer semestre de 2016, donde disputó un total de 18 partidos y anotó 3 goles. 
El 2 de agosto de 2016 es oficializado su traspaso al Oriente Petrolero de la Primera División de Bolivia, siendo esta su primera experiencia a nivel internacional. Con el conjunto boliviano disputó 9 partidos.
En el 2017 regresó al fútbol colombiano para actuar con Deportivo Pereira en donde estuvo hasta finales de 2018, disputando un total de 55 partidos. Para el 2019 pasa al Atlético Bucaramanga donde disputa 20 partidos y anota dos goles. 
El 26 de diciembre de 2019 es confirmado por el Independiente Medellín como nuevo jugador con miras a las competencias de 2020.

## Selección nacional
Ha sido internacional con la Selección de fútbol sub-20 de Colombia en las siguientes competiciones: 
| Campeonato                          | Sede      | Resultado        |
| ----------------------------------- | --------- | ---------------- |
| Sudamericano Sub-20 de 2013         | Argentina | Campeón          |
| Torneo Esperanzas de Toulon de 2013 | Francia   | Subcampeón       |
| Copa Mundial Sub-20 de 2013         | Turquía   | Octavos de final |

## Clubes
| Club                   | País      | Año         |
| ---------------------- | --------- | ----------- |
| Boyacá Chicó           | Colombia  | 2009 - 2015 |
| Barranquilla F. C.     | Colombia  | 2016        |
| Oriente Petrolero      | Bolivia   | 2016        |
| Deportivo Pereira      | Colombia  | 2017 - 2018 |
| Atlético Bucaramanga   | Colombia  | 2019        |
| Independiente Medellín | Colombia  | 2020 - 2021 |
| Atlético Huila         | Colombia  | 2021 - 2022 |
| Bogotá FC              | Colombia  | 2022 - 2023 |
| Estudiantes de Mérida  | Venezuela | 2024        |

## Estadísticas
| Club                            | Temporada           | Liga  | Liga  | Copa Nacional | Copa Nacional | Copa Internacional | Copa Internacional | Total | Total | Prom. · |
| Club                            | Temporada           | Part. | Goles | Part.         | Goles         | Part.              | Goles              | Part. | Goles | Prom. · |
| ------------------------------- | ------------------- | ----- | ----- | ------------- | ------------- | ------------------ | ------------------ | ----- | ----- | ------- |
| Boyacá Chicó · Colombia         | 2009                | 8     | 0     | 2             | 0             | —                  | —                  | 10    | 0     | 0,13    |
| Boyacá Chicó · Colombia         | 2010                | 6     | 0     | 1             | 0             | —                  | —                  | 7     | 0     | 0,00    |
| Boyacá Chicó · Colombia         | 2011                | 22    | 3     | 6             | 0             | —                  | —                  | 28    | 3     | 0,10    |
| Boyacá Chicó · Colombia         | 2012                | 13    | 1     | 8             | 1             | —                  | —                  | 21    | 2     | 0,09    |
| Boyacá Chicó · Colombia         | 2013                | 21    | 1     | 6             | 0             | —                  | —                  | 27    | 1     | 0,03    |
| Boyacá Chicó · Colombia         | 2014                | 18    | 0     | 5             | 0             | —                  | —                  | 23    | 0     | 0,00    |
| Boyacá Chicó · Colombia         | 2015                | 26    | 0     | 4             | 0             | —                  | —                  | 30    | 0     | 0,00    |
| Boyacá Chicó · Colombia         | Total               | 114   | 5     | 32            | 1             | 0                  | 0                  | 146   | 6     | 0,04    |
| Barranquilla F. C. · Colombia   | 2016                | 17    | 3     | 1             | 0             | —                  | —                  | 18    | 3     | 0,16    |
| Barranquilla F. C. · Colombia   | Total               | 17    | 3     | 1             | 0             | 0                  | 0                  | 18    | 3     | 0,16    |
| Oriente Petrolero · Bolivia     | 2016                | 9     | 0     | —             | —             | —                  | —                  | 9     | 0     | 0,0     |
| Oriente Petrolero · Bolivia     | Total               | 9     | 0     | 0             | 0             | 0                  | 0                  | 9     | 0     | 0,0     |
| Deportivo Pereira · Colombia    | 2017                | 14    | 0     | 5             | 0             | —                  | —                  | 19    | 0     | 0,00    |
| Deportivo Pereira · Colombia    | 2018                | 31    | 0     | 5             | 0             | —                  | —                  | 36    | 0     | 0,00    |
| Deportivo Pereira · Colombia    | Total               | 45    | 0     | 10            | 0             | 0                  | 0                  | 55    | 0     | 0,0     |
| Atlético Bucaramanga · Colombia | 2019                | 13    | 0     | 7             | 2             | —                  | —                  | 20    | 2     | 0,1     |
| Atlético Bucaramanga · Colombia | Total               | 13    | 0     | 7             | 2             | 0                  | 0                  | 20    | 2     | 0,1     |
| Total en su carrera             | Total en su carrera | 198   | 8     | 50            | 3             | 0                  | 0                  | 248   | 11    | 0,04    |